# Xivry-Circourt
Xivry-Circourt település Franciaországban, Meurthe-et-Moselle megyében. Lakosainak száma 267 fő (2022. január 1.). Xivry-Circourt Domprix, Mercy-le-Bas, Mercy-le-Haut, Preutin-Higny, Saint-Supplet és Spincourt községekkel határos.

## Népesség
A település népessége az elmúlt években az alábbi módon változott:
| Lakosok száma | 354  | 300  | 278  | 272  | 279  | 279  | 272  | 270  | 270  | 267  |
|               | 1968 | 1982 | 1990 | 2006 | 2013 | 2015 | 2017 | 2019 | 2020 | 2022 |